# Masatora Kawano
Masatora Kawano (en japonés: 川野将虎, Kawano Masatora, Hyuga, 23 de octubre de 1998) es un deportista japonés que compite en atletismo, especialista en la disciplina de marcha.
Ganó dos medallas de plata en el Campeonato Mundial de Atletismo, en los años 2022 y 2023, en la prueba de 35 km.
Participó en dos Juegos Olímpicos de Verano, ocupando el sexto lugar en Tokio 2020 en la prueba de 50 km, y el octavo en París 2024, en la prueba de relevo mixto.
En octubre de 2024 estableció la primera plusmarca mundial de los 35 km marcha (2:21:47) homologada por World Athletics.

## Palmarés internacional
| Campeonato Mundial | Campeonato Mundial      | Campeonato Mundial | Campeonato Mundial |
| Año                | Lugar                   | Medalla            | Prueba             |
| ------------------ | ----------------------- | ------------------ | ------------------ |
| 2022               | Eugene (Estados Unidos) | Medalla de plata   | 35 km marcha       |
| 2023               | Budapest (Hungría)      | Medalla de plata   | 35 km marcha       |